# TBSテレビ系列平日午後のワイドショー枠
TBSテレビ系列平日午後のワイドショー枠（TBSテレビけいれつへいじつごごのワイドショーわく）とは、TBSテレビをはじめとするTBS系列で、平日の午後（14時・15時台）に放送されているワイドショー・生活情報番組の一覧である。

## 歴史
- 1972年、『もしもしスタジオ』を開始するが、わずか3年で撤退、この間の1973年、フジテレビの『3時のあなた』に対抗し『3時にあいましょう』がスタート。
- 1992年10月に『スーパーワイド』開始。出演者およびスタッフは元より番組テーマ曲まで『3時にあいましょう』を引き継ぐ。
- 1996年5月のTBSビデオ問題により、『スーパーワイド』の打ち切りに伴い、午後のワイドショーから完全に撤退。4か月間、午後2時からの4時間がドラマ再放送枠となる。
- 1996年10月改編で脱ワイドショーとなる「生活情報番組」を投入するも、午後3時台のみの放送のため視聴率で後塵を拝す。
- 1997年4月からは他局同様に午後2時からの2時間編成となり生活情報やゲストトークをメインとしながら、ニュースコーナーを増やす。
- 1998年10月に始まった『ジャスト』では芸能ニュースを再開。新たに芸能デスクが起用されるが、芸能リポーターを雇わない。事件の場合は報道局が担当、過度な取材・プライバシー侵害・興味本位だと批判の多い事件物や芸能ネタは取り上げない、それ程大きいニュースがない時には生情報に固執しない、といった方針を執り、これまでとは一線を画した[注釈 1]。
- 2005年3月で『ジャスト』が7年間の放送にピリオドを打ち、再放送枠が1年間続く。三雲孝江ら一部出演者は夕方のニュースワイド番組『イブニング・ファイブ』に引き継がれる。
- 2006年4月に『2時ピタッ!』として再参入、同年10月には2時間枠に拡大し『2時っチャオ!』となる。
- 2009年には情報番組を見直し、平日正午枠と統合して昼またぎの大型番組『ひるおび!』を放送するが、4か月間で月曜 - 木曜14時台の放送を打ち切った、その一方で金曜は14時台に『ひるおび!バンバンバン』、15時・16時台に『ちちんぷいぷい』（いずれも毎日放送制作）のネットを開始。後者についてはTBS系列のローカル番組を逆ネットでの放送となる、しかし『ちちんぷいぷい』は同年7月17日、『ひるおび!バンバンバン』は2010年3月26日を最後に何れも打ち切られた。その後7月20日から『サカスさん』が平日17時枠から枠移動するが、こちらも9月24日を最後に打ち切られた。
- 2010年には金曜13時枠から『えなりかずき!そらナビ』（中部日本放送制作）が14時枠に枠移動となり、同じく金曜15時枠で『金曜プリティ』（関東ローカル）の放送を開始、しかし『金曜プリティ』は9月17日、『えなりかずき!そらナビ』は24日を最後に何れも終了し、それ以降は再放送枠となる。
- 2015年には『ゴゴスマ -GO GO!Smile!-』（CBCテレビ制作）の逆ネットを開始[1]。系列局のローカル番組の逆ネットは『ちちんぷいぷい』（毎日放送制作）以来5年9か月ぶり、『ゴゴスマ』は2025年現在、TBS系列25局ネットで放送されており、TBSテレビも制作協力に参加していることから、国内外の重大関心事やスポーツ番組のクッションとして機能している。

## 当該時間帯で放送されてきた番組
※印は1時間枠、無印は2時間枠、ただし『もしもしスタジオ』は30分→40分→30分番組（TBS基準：一部地域除く）
- もしもしスタジオ（1972年4月 - 1975年3月）
- 3時にあいましょう※（1973年7月2日 - 1992年10月2日）
- スーパーワイド（1992年10月5日 - 1996年5月31日）
  - 一時中断

以下「ワイドショー」という名称は使用せず、生活情報バラエティー番組。
- 素敵なあなた※（1996年9月30日 - 1997年3月28日）
- わいわいティータイム（1997年3月31日 - 9月26日）
- 情報!もぎたてサラダ（1997年9月29日 - 1998年9月25日）
- ジャスト（1998年9月28日 - 2005年3月25日）-　ここまで全国ネット枠
  - 一時中断
- 2時ピタッ!※（2006年4月3日 - 9月29日）- この番組から一部局では未ネット
- 2時っチャオ!（2006年10月2日 - 2009年3月26日）- この番組も一部局では未ネット
- 『ひるおび!・午後』の月曜 - 木曜14時台（2009年3月30日 - 7月17日[注釈 2]） - 月曜日から木曜日まで放送。『ひるおび!』自体は7月以降も継続。
- ひるおび!バンバンバン※（金曜：2009年4月3日 - 2010年3月26日） - 毎日放送制作。5年ぶりに金曜日に限り全国ネット番組が復活した。
- ちちんぷいぷい（金曜：2009年4月3日 - 7月17日[注釈 3]） - 毎日放送制作。TBSテレビほか一部地域は金曜日の15時・16時台のみネット。
- サカスさん※（月曜 - 木曜：2009年7月20日 - 9月24日）-　この番組は一部の局のみネット。ここを最後にTBSテレビの月曜日 - 木曜日の14時台の番組が中断される。
- えなりかずき!そらナビ（金曜：2010年4月2日 - 9月24日） - 中部日本放送制作。この番組は全国ネット
- 金曜プリティ（金曜：2010年5月14日 - 9月17日）-　この番組は関東ローカル
  - 一時中断
- ゴゴスマ -GO GO!Smile!-[1]（2015年3月30日 - ） - CBCテレビ制作[注釈 4]、TBSテレビも制作協力。この番組は一部地域ネット。

## 系列局の独自制作番組
- 一部系列局ではTBSテレビ以外の同系列局制作かつTBSテレビでもネットしている番組をネットせず、自社制作番組を放送している。

【備考】この項では、TBSテレビ以外の系列局が全編・部分を問わずネットする番組も含めて「独自制作」と規定する。TBSテレビ制作番組またはTBSテレビ以外の同系列局制作ではあるもTBSテレビでも番販ネット受けしている番組（及び期間）は独自制作から除外して表記する。そのため、一部番組においては実際の放送期間と表記されている放送期間に乖離が生じているが、各番組の説明においてその旨を記している。

### 北海道放送
- パック2（1972年5月29日 - 1993年9月30日）
- 気になるパンプキン（1997年 - 1998年）

※現在は『ゴゴスマ -GO GO!Smile!-』（CBCテレビ制作）を同時ネットで放送している。

### 青森テレビ
- わっち!!cafe（2020年4月2日 - 2021年3月4日） - 木曜日のみ放送。

### 東北放送
- 2時のチャイハネ（2005年4月4日 - 2006年3月17日）

※現在は『ゴゴスマ -GO GO!Smile!-』（CBCテレビ制作）を同時ネットで放送している。

### 信越放送
- 3時は!ららら♪（2008年3月31日 - 2016年9月16日）
- ずくだせテレビ（2016年10月3日 - ）

※2025年現在はTBS系列局で唯一放送しているローカル情報番組となっている。

### CBCテレビ
- この街は この風は
- ワイドショー&YOU（以上2番組を合わせて1969年4月 - 1974年9月）
- ゴゴスマ -GO GO!Smile!-（2013年4月1日 - 2015年3月27日）
  - 上述のように、2015年3月30日からも番組そのものは継続されるが、TBSテレビで途中までのネット受け開始に伴い、独自制作番組ではなくなる。

### 朝日放送（腸捻転時代）
- ワイドショー・プラスα（西日本地域を中心とした一部系列局にもネット。毎日放送とのネットチェンジ後は一部テレビ朝日系列局で放送）

### 毎日放送
『ちちんぷいぷい』以外は14時台の放送。『はーい!昼ナマ』までは西日本地域を中心とした一部系列局にもネットされた。
- ファミリースタジオ230
- 奥さん!2時です - ここまで東京12チャンネルと交互制作。
- スタジオ2時 - ここからネットチェンジ後。
- ワイドYOU
- ごきげん2時（1990年10月 - 1991年9月）
- きらめきワイド（1991年10月 - 1992年9月）
- レインボー（1992年10月5日 - 1993年10月1日）
- はーい!昼ナマ（1996年10月 - 1998年9月）
- っちゅ〜ねん!（2005年4月11日 - 2006年3月30日）
- ちちんぷいぷい（1999年10月11日 - 2009年4月2日、2009年7月20日 - 2021年3月12日）
- 現在は『ゴゴスマ -GO GO!Smile!-』（CBCテレビ制作）を同時ネットで放送している。
  - 番組立ち上げ時点では15:00開始。後に14時台に拡大から15時開始に再縮小を経て、2016年4月時点では13:55開始。
  - 上述のように、2009年4月3日 - 7月17日の間はTBSテレビでのネット受けに伴い、金曜日に限って独自制作番組ではなくなっていた[注釈 5]。

### RSK山陽放送
- 情報マルシェ 3時のおやつ（2019年9月30日 - 2020年3月13日）- 15:00開始

※現在は『ゴゴスマ -GO GO!Smile!-』（CBCテレビ制作）を同時ネットで放送している。

### 中国放送
- イマなま3チャンネル（2012年4月2日 - 2014年9月19日）
- イマなまっ!（2014年10月1日 - 2019年12月20日）
- イマナマ!（2020年1月6日 - ）
  - 2017年3月31日までは14:55 - 16:43、『Nスタ・第1部』のネット開始に伴い2017年4月3日から15:00 - 16:53、2017年7月31日から2019年12月20日までは15:00 - 16:50、2020年1月6日から12月25日は14:55 - 18:56で放送されていたが、2021年1月4日からは『ゴゴスマ -GO GO!Smile!-』（CBCテレビ制作）のネット開始に伴い、放送時間を15:40 - 18:56に変更。
  - 大きな事件などが発生した場合は14:05 - 15:00の再放送枠を休止して14:05から開始することがあった（2017年6月23日など）。

### RKB毎日放送
- 2時の飛行船（1975年3月31日 - 終了時期不明）- 『ワイドショー・プラスα』（朝日放送）が九州朝日放送に移行したため、後継番組を自社制作で放送した。
- 今日感テレビ（2003年6月30日 - 2020年9月18日） - 当初は15:50開始。後に15:00→14:55→14:49開始を経て2010年9月から13:55開始。

※現在は『ゴゴスマ -GO GO!Smile!-』（CBCテレビ制作）を同時ネットで放送している。(15時40分まで)

### 長崎放送
- なんでんカフェ（長崎ケーブルメディア制作、2019年4月1日 - 2021年3月25日）- 月曜日 - 木曜日のみ放送。当初は14:03開始。後に14:00開始を経て、2021年3月29日からは『ゴゴスマ -GO GO!Smile!-』（CBCテレビ制作）のネット開始に伴い、放送時間を木曜10:25 - 10:50に変更。

### 熊本放送
- ウェルカム!（2015年5月4日 - 2019年3月15日）- 15:00開始

※現在は『ゴゴスマ -GO GO!Smile!-』（CBCテレビ制作）を同時ネットで放送している。